# آسایاما نیچیجو
آسایاما نیچیجو (به ژاپنی: 朝山日乗 あさやまにちじょう) تولد نامشخص- مرگ ۲۶ سپتامبر ۱۵۷۷ میلادی، یک راهب بوداگرایی نیچیرن در دوره سنگوکو اهل ژاپن بود.